# Qualificazioni al campionato europeo maschile di calcio 2024 - Spareggi
Gli spareggi di qualificazione al campionato europeo di calcio 2024 hanno deciso le ultime tre squadre qualificate alla rassegna continentale. Le squadre partecipanti agli spareggi sono state selezionate sulla base dei risultati della UEFA Nations League 2022-2023 e non di quelli della fase a gironi delle qualificazioni. Agli spareggi hanno partecipato 12 squadre divise in tre percorsi (chiamati Path) con semifinali e finali in gara secca. I vincitori delle tre finali accedono alla rassegna continentale.

## Selezione delle nazionali
Accedono a questa fase 12 nazionali che non sono riuscite a qualificarsi alla fase finale mediante le qualificazioni canoniche. Ai sensi dell'articolo 16 del regolamento ufficiale, le nazionali vengono individuate come segue:
- Vengono ripartiti quattro posti per ognuna delle leghe A, B e C della UEFA Nations League 2022-2023 iniziando dalla Lega C e terminando con la Lega A.
- Le vincitrici dei gironi delle suddette leghe accedono automaticamente a questa fase, a meno che non si siano qualificate alla fase finale tramite le qualificazioni canoniche.
- Se una o più vincitrici dei gironi si sono qualificate alla fase finale tramite le qualificazioni canoniche, il loro posto viene preso dalle nazionali non qualificate con la più alta posizione di classifica all'interno della stessa lega.
- Se per una o più leghe ci sono ancora dei posti vacanti, il primo di essi viene preso dalla migliore tra le due vincitrici dei due gironi della Lega D (se non è già qualificata per la fase finale); i restanti posti liberi vengono presi dalle nazionali non ancora ammesse agli spareggi con la più alta posizione all'interno della classifica complessiva della UEFA Nations League 2022-2023.
- Se per una o più leghe ci sono più di quattro nazionali qualificate agli spareggi (cosa che ad esempio si verifica quando si applica il quarto criterio di selezione delle nazionali), le squadre "in avanzo" devono essere allocate nelle altre leghe per mezzo di un sorteggio che, anche in questo caso, inizia dalla Lega C e termina alla Lega A. Il sorteggio tiene conto dei seguenti criteri:

1. Ogni lega deve contenere esclusivamente quattro nazionali.
2. Le vincitrici dei gironi non possono essere nello stesso percorso di qualificazione di una nazionale proveniente da una lega superiore selezionata mediante la classifica complessiva della UEFA Nations League 2022-2023.
3. Possono essere applicate condizioni aggiuntive, soggette all'approvazione del Comitato Esecutivo UEFA.

### Squadre qualificate
| Posizione | Lega A    | Lega B               | Lega C      |
| --------- | --------- | -------------------- | ----------- |
| 1.        | Polonia   | Israele              | Georgia     |
| 2.        | Galles    | Bosnia ed Erzegovina | Grecia      |
| 3.        | Finlandia | Ucraina              | Kazakistan  |
| 4.        | Estonia   | Islanda              | Lussemburgo |

## Partite
L'abbinamento degli incontri viene regolato dell'articolo 17 del regolamento ufficiale il quale stabilisce che, per ogni lega, la nazionale con la migliore posizione di classifica gioca contro la peggiore, mentre la seconda gioca contro la terza. Per ogni finale viene svolto un sorteggio per capire quale nazionale giocherà in casa.

### Lega A

#### Semifinali
| Arbitro: | Slavko Vinčić |

|                                                                              |           |            |
| Frankowski 22’ Zieliński 50’ Piotrowski 70’ Mets 74’ (aut.) S. Szymański 76’ | Marcatori | 78’ Vetkal |

| Arbitro: | István Kovács |

|                                                 |           |           |
| Brooks 3’ Williams 38’ Johnson 47’ D. James 86’ | Marcatori | 45’ Pukki |

#### Finale
| Arbitro: | Daniele Orsato |

|                                          |                      |                                                     |
| B. Davies Moore Wilson Williams D. James | Tiri di rigore 4 – 5 | Lewandowski S. Szymański Frankowski Zalewski Piątek |

#### Tabella riassuntiva
| Squadra 1  | Risultato       | Squadra 2 |
| ---------- | --------------- | --------- |
| Semifinali |                 |           |
| Polonia    | 5 - 1           | Estonia   |
| Galles     | 4 - 1           | Finlandia |
| Finale     |                 |           |
| Galles     | 0 - 0 (4-5 dtr) | Polonia   |

### Lega B

#### Semifinali
| Arbitro: | Anthony Taylor |

|                   |           |                                             |
| Zahavi 31’ (rig.) | Marcatori | 39’, 83’, 87’ A. Guðmundsson 42’ Traustason |

| Arbitro: | Felix Zwayer |

|                       |           |                         |
| Matvijenko 56’ (aut.) | Marcatori | 85’ Jaremčuk 88’ Dovbyk |

#### Finale
| Arbitro: | Clément Turpin |

|                         |           |                    |
| Cyhankov 54’ Mudryk 84’ | Marcatori | 30’ A. Guðmundsson |

#### Tabella riassuntiva
| Squadra 1            | Risultato | Squadra 2 |
| -------------------- | --------- | --------- |
| Semifinali           |           |           |
| Israele              | 1 - 4     | Islanda   |
| Bosnia ed Erzegovina | 1 - 2     | Ucraina   |
| Finale               |           |           |
| Ucraina              | 2 - 1     | Islanda   |

### Lega C

#### Semifinali
| Arbitro: | José María Sánchez Martínez |

|                     |           |  |
| Zivzivadze 40’, 63’ | Marcatori |  |

| Arbitro: | Danny Makkelie |

|                                                                                |           |  |
| Bakasetas 9’ (rig.) Pelkas 15’ Iōannidīs 37’ Kourmpelīs 40’ Tapalov 85’ (aut.) | Marcatori |  |

#### Finale
| Arbitro: | Szymon Marciniak |

|                                                            |                      |                                             |
| Kochorashvili Davitashvili Mikautadze Dvali K'vek'vesk'iri | Tiri di rigore 4 – 2 | Bakasetas Masouras Mpouchalakīs Giakoumakīs |

#### Tabella riassuntiva
| Squadra 1  | Risultato       | Squadra 2   |
| ---------- | --------------- | ----------- |
| Semifinali |                 |             |
| Georgia    | 2 - 0           | Lussemburgo |
| Grecia     | 5 - 0           | Kazakistan  |
| Finale     |                 |             |
| Georgia    | 0 - 0 (4-2 dtr) | Grecia      |

## Statistiche

### Classifica marcatori
4 reti
- Albert Guðmundsson

2 reti
- Budu Zivzivadze

1 rete
- Martin Vetkal
- Teemu Pukki
- Anastasios Bakasetas (1 rigore)
- Fōtīs Iōannidīs
- Dīmītrios Kourmpelīs
- Dīmītrios Pelkas
- Arnór Ingvi Traustason

- Eran Zahavi (1 rigore)
- Przemysław Frankowski
- Jakub Piotrowski
- Sebastian Szymański
- Piotr Zieliński
- Viktor Cyhankov
- Artem Dovbyk

- Roman Jaremčuk
- Mychajlo Mudryk
- David Brooks
- Daniel James
- Brennan Johnson
- Neco Williams

Autoreti
- Karol Mets (1, pro  Polonia)

- Erkin Tapalov (1, pro  Grecia)

- Mykola Matvijenko (1, pro  Bosnia ed Erzegovina)